# ناوچه کلاس اندومیون
ناوچه کلاس اندومیون (به انگلیسی: Endymion-class frigate) یک کلاس از کشتی است که طول آن ۱۵۹ فوت ۲ اینچ (۴۸٫۵۱ متر) on gundeck می‌باشد.